# میشائیل لودرز
میشائیل لودرز (به آلمانی: Michael Lüders)، زادهٔ ۱۹۵۹ در برمن آلمان، نویسنده و شرق‌شناس برجسته است. او که مدت‌ها به خبرنگاری برای هفته‌نامهٔ آلمانی‌زبان دی‌تسایت در هامبورگ مشغول به کار بوده، کشورهای منطقهٔ خاور نزدیک و خاورمیانه را از نزدیک می‌شناسد.

## کنش سیاسی
لودرز که بارها به‌عنوان متخصص اسلام در برنامه‌های تلویزیونی و رادیویی شرکت داشته است، تا پیش از دولت ائتلافی سوسیال‌دموکرات-سبز کارشناس دولت در مسائل خاورمیانه بود، به‌واسطهٔ تفاسیر سیاسی دربارهٔ مسائل افغانستان و جنگ سوریه در انتقاد از مواضع دولت، ناتو و آمریکا، از کار برکنار شد و حتی در برنامه‌های تلویزیونی هم بایکوت گردید.
او به تازگی وارد فعالیت سیاسی شده و به حزب «اتحاد زارا واگن‌کشت برای عقل و عدالت» (Bündnis Sahra Wagenknecht – Vernunft und Gerechtigkeit) پیوسته است. آقای لودرز با ۹۸ درصد آرای اعضای حزب به عضویت هیئت رئیسه درآمد و و در سخنرانی خود گفت که دلیل حضورش این است که «اکنون وقت عمل است.»او در روز افتتاحیهٔ حزب در ۲۷ ژانویهٔ ۲۰۲۴، افزون بر پیوستن به این حزب به‌عنوان نخستین کنش حزبی خود، نطق کوتاهی ارائه کرد که می‌توان آن را چون مانیفستی دربارهٔ این حزب دانست.

## آثار
از این نویسنده کتاب‌های متعددی به قلم مرجانه فشاهی از زبان آلمانی ترجمه و در ایران منتشر شده بود:
- «کسی که باد می‌کارد» (Wer den Wind sät: Was westliche Politik im Orient anrichtet) دربارهٔ دخالت غرب در خاورمیانه در سال ۲۰۱۵؛
- «آنان که توفان درو می‌کنند: چگونه غرب سوریه را به‌سوی هرج‌ومرج راند» (Die den Sturm ernten: Wie der Westen Syrien ins Chaos stürzte)، سال ۲۰۱۷؛
- «آرماگدون در مشرق‌زمین: چگونه پیوندهای سعودی ایران را در تیررس خود قرار داد» (Armageddon im Orient: Wie die Saudi-Connection den Iran ins Visier nimmt) سال ۲۰۱۸ در بنگاه س.ها. بک آلمان منتشر شده که ترجمهٔ آن نتوانسته از سد ممیزی ارشاد بگذرد.

آثار دیگری هم از او منتشر شده، که هنوز ترجمه نشده‌اند:
- «روزهای انتقام‌گیری» (Tage des Zorns)، دربارهٔ انقلاب در کشورهای عربی، در سال ۲۰۱۱؛
- «جنگ اشتباه» (Iran: Der falsche Krieg)، دربارهٔ ایران، در سال ۲۰۱۲؛
- «جنگ هیبریدی در هندوکش» (Hybris am Hindukusch. Wie der Westen in Afghanistan scheiterte) در مورد افغانستان در سال ۲۰۲۲؛
- «اخلاق بالای همه‌چیز» (Moral über alles? Warum sich Werte und nationale Interessen selten vertragen)، دربارهٔ سنجش مواضع سیاستمداران مدعی اخلاق، به‌وِیژه در قبال جنگ اوکراین، در سال ۲۰۲۳.

اما نکتهٔ جالب‌تر دربارهٔ لودرز این است که او رمان‌نویس قابلی نیز هست. از جمله، رمان ژانر سیاسی-معمایی «هرگز چیزی نگو» (Never say anything) که در سال ۲۰۱۶ منتشر شده و ترجمهٔ آن هم با قلم خانم فشاهی در دست انتشار است.
البته این کتاب جلد اول سه‌گانهٔ زوفی شلینگ (Sophie-Schelling-Reihe) است و لودرز جلد دوم و سوم آن را با عنوان «رد پای شغال‌ها» (Die Spur der Schakale) و «یخ درخشان» (Strahlendes Eis) در سال ۲۰۲۰ و ۲۰۲۴ منتشر کرده. او پیشتر هم رمان‌هایی مثل «رستوران آمینه» (Aminas Restaurant) در ۲۰۰۶ و «سگ دیوانه» (Blöder Hund) را در ۲۰۱۰ منتشر کرده بود.
آخرین کتاب لودرز با عنوان «جنگ بی‌پایان» (Krieg ohne Ende?) و عنوان فرعی «چرا صلح در خاورمیانه مستلزم تغییر موضع غرب در قبال اسرائیل است» (Warum wir für Frieden im Nahen Osten unsere Haltung zu Israel ändernmüssen) در انتشارات گولدمن، وابسته به مؤسسه انتشارتی پنگوئن، منتشر شد. کتاب «جنگ بی‌پایان» از زاویه یک اروپایی، به‌خصوص آلمانی، به مسئله فلسطین می‌پردازد.